# Дождь (фильм-спектакль)
«Дождь» — советский художественный фильм режиссёра Владимира Латышева, снятый в 1984 году.

## Сюжет
«Дождь» — телевизионный фильм-спектакль по мотивам рассказов Ивана Бунина (Иван Бунин) «Руся», «Когда я впервые…», «Качели». Супружеская пара переживает непростой период в отношениях. Во время поездки главный герой (Валерий Полетаев) вспоминает времена своей молодости и свою первую любовь. Когда-то будучи студентом он служил репетитором в обедневшей усадьбе. Он пылко влюбляется в старшую дочь хозяев усадьбы Марусю, которую все зовут Руся (Анна Алексахина). Руся испытывает ответные чувства. Но мать девушки категорически против отношений дочери и прилагает все усилия, чтобы молодые расстались.

## В ролях
- Валерий Полетаев — Бунин, студент
- Анна Алексахина — Руся
- Ирина Селезнёва — жена
- Антонина Шуранова — мать
- Андрей Толубеев — от автора

## Съёмочная группа
- Режиссёр: Владимир Латышев
- Операторы-постановщики: Александр Дегтярев, Александр Никольский
- Художник-постановщик: Нина Голубева
- Композитор: Владислав Успенский